# Kazumasa Shimizu
Kazumasa Shimizu (japanisch 清水 和昌 Shimizu Kazumasa; * 30. Juni 1976 in der Präfektur Ehime) ist ein ehemaliger japanischer Fußballspieler.

## Karriere
Shimizu erlernte das Fußballspielen in der Schulmannschaft der Minamiuwa High School und der Universitätsmannschaft der Fukuoka-Universität. Seinen ersten Vertrag unterschrieb er 1999 bei den Ōita Trinita. Der Verein spielte in der zweithöchsten Liga des Landes, der J2 League. Für den Verein absolvierte er sechs Spiele. Ende 1999 beendete er seine Karriere als Fußballspieler.